# Halifax Island
Halifax Island ist eine Felseninsel im Südatlantik, 240 Meter vor der Küste der Lüderitz-Halbinsel in Namibia. Die Insel ist relativ flach und bildet den westlichen Abschluss der Guano Bay in der Lüderitzbucht.
Die Insel gehört zur Inselkette der Penguin Islands und ist bekannt als Guanoinsel, da hier noch bis 1949 Guano abgebaut wurde. Eine Station auf der Nordostseite der Insel zeugt noch von dieser Vergangenheit. Heute ist die Insel bekannt bei Touristen, da vom Festland aus Brillenpinguine beobachtet werden können. Sie bildet die drittgrößte Rückzugstelle für Pinguine in Namibia und beherbergt die einzige wachsende Kolonie des Landes. Die Insel dient zudem Wissenschaftlern als Stützpunkt.
Halifax Island ist Teil des Meob-Chamais Meeresschutzgebietes.
Ab Mitte Dezember 2018 beobachteten Forscher der Lüderitz Marine Research ein zunehmendes Pinguinsterben. Hunderte von Pinguinen verendeten in den Gewässern vor der Küste Namibias. Am 13. Februar 2019 wurde vom namibischen Landwirtschaftsministerium die Vogelgrippe H5N8 als Ursache bestätigt. Es handelt sich um das erste Vorkommen des Virus in Namibia überhaupt. Bis dato seien 200 tote Pinguine gezählt worden.